# Юрчишин, Пётр Васильевич
Пётр Васильевич Юрчишин (укр. Петро Васильович Юрчишин; род. 13 июля 1958, Антрацит, Луганская область) — украинский политический и государственный деятель. Народный депутат Украины VIII и IX созывов.

## Биография
В 1977 году окончил Каменец-Подольский сельскохозяйственный техникум по специальности «техник-механик», в 1992 году — Винницкий политехнический институт по специальности «инженер-механик»
После окончания техникума работал старшим, а затем главным инженером в колхозе «Родина» Старосинявского района Хмельницкой области. В 1978—1980 годах — срочная служба в рядах Советской армии. 1980—1981 годах — инженер Хмельницкого районного управления сельского хозяйства. В 1981—1983 годах — главный инженер Великомитницькои птицефабрики. В 1983—1987 годах возглавлял отдел снабжения и сбыта Хмельницкого завода продтоваров. В 1987—1992 годах — работал в системе потребительской кооперации.
Начал заниматься бизнесом вместе с братом Николаем. В 1993—2001 годах — директор ООО «Эксперимент», г. Томашполь, продажа стройматериалов. С 2001 года — директор агропромышленного научно-производственного предприятия «Визит». Кроме «Визита» братья Юрчишины владеют также несколькими фермами по выращиванию свиней и коров, маслозаводом, сетью продуктовых магазинов и аптек в Хмельнике, а также рестораном «Визит» и двумя санаториями — «Визит» и «Радион». Депутат Хмельницкого районного совета V и VI созывов.
На парламентских выборах 2012 года, баллотируясь как самовыдвиженец по одномандатному мажоритарному избирательному округу №13 в Винницкой области, занял 2-е место с 15,4% голосов и уступил Николаю Катеринчуку.
На досрочных парламентских выборах 2014 года, баллотируясь как самовыдвиженец по одномандатному мажоритарному избирательному округу № 13 в Винницкой области, занял 1-е место, набрав 44,79% голосов. В парламенте вошёл во фракцию Блока Петра Порошенко, председатель подкомитета по вопросам пищевой промышленности и торговли агропромышленными товарами Комитета Верховной Рады Украины по вопросам аграрной политики и земельных отношений.
1 ноября 2018 года были введены российские санкции против 322 граждан Украины, включая Петра Юрчишина.

## Семья
Жена Любовь Ярославовна (1962), дочь Ольга Петровна (1983).

## Награды и звания
- Заслуженный работник сельского хозяйства Украины (2006),
- Почётной грамотой Кабинета Министров Украины (2004).